# اللجنة العليا للإصلاح السياسي
اللجنة العليا للإصلاح السياسي في تونس، تم تأسيسها في 17 يناير 2011 ثلاثة أيام بعد الثورة التونسية، وذلك من قبل الوزير الأول محمد الغنوشي. ترأسها المحامي والقانوني عياض بن عاشور، ابن مفتي الجمهورية التونسية الأسبق محمد الفاضل بن عاشور. هذه اللجنة هي واحدة من اللجان الثلاثة التي أعلن عنها الغنوشي أيام بعد الثورة.

كلفت اللجنة بالإشراف على الإصلاحات السياسية والدستورية لمرحلة ما بعد نظام الرئيس زين العابدين بن علي.

في 15 مارس 2011، إندمجت هاته اللجنة مع لجنة حماية الثورة لتكون مؤسسة شبه تشريعية وهي الهيئة العليا لتحقيق أهداف الثورة والإصلاح السياسي والانتقال الديمقراطي تشرف على مسار الانتقال الديمقراطي في تونس.

## الأعضاء
أعلن عن أعضاء اللجنة في 28 يناير 2011 وهم:
- الرئيس: عياض بن عاشور (محامي وقانوني وأستاذ تعليم عال وعميد سابق لكلية العلوم القانونية والاجتماعية والسياسية بتونس).
- محمد صالح بن عيسى (أستاذ جامعي بكلية العلوم القانونية والسياسية والاجتماعية بتونس).
- سليم اللغماني (أستاذ جامعي بكلية العلوم القانونية والسياسية والاجتماعية بتونس).
- فرحات الحرشاني (أستاذ جامعي بكلية الحقوق والعلوم السياسية بتونس).
- محمد رضا جنيح (أستاذ جامعي بكلية الحقوق والعلوم الاقتصادية والسياسية بسوسة).
- حفيظة شقير (أستاذة محاضرة جامعية بكلية الحقوق والعلوم السياسية بتونس).
- منير السنوسي (أستاذ محاضر جامعي بكلية العلوم القانونية والاقتصادية والتصرف بجندوبة).
- شفيق صرصار (أستاذ محاضر جامعي بكلية الحقوق والعلوم السياسية بتونس).
- أسماء نويرة (أستاذة مساعدة بكلية العلوم القانونية والاقتصادية والتصرف بجندوبة).
- ناطق رسمي: غازي الغرايري (الأمين العام للأكاديمية الدولية للقانون الدستوري).
- مصطفى بن لطيف (أستاذ جامعي بكلية الحقوق والعلوم السياسية بتونس).
- الصادق مرزوق (محامي لدى محكمة التعقيب).
- ممثل عن القضاء العدلي وممثل لمجلس الدولة.

## مقالات ذات صلة
- الهيئة العليا لتحقيق أهداف الثورة والإصلاح السياسي والانتقال الديمقراطي